# 장 마리 동구
장 마리 동구 사파크(프랑스어: Jean Marie Dongou Tsafack, 1995년 4월 20일 ~ )는 카메룬의 축구 선수이며, 현재 FC 홍카에서 공격수로 뛰고 있다.